# Зябровка (Прибытковский сельсовет)
Зя́бровка (бел. Зя́браўка) — посёлок в Прибытковском сельсовете Гомельского района Гомельской области Республики Беларусь.

## География
Расположен в 3 км к юго-западу от остановочного пункта Зябровка.

## История
Поселок был одним из крупнейших военных гарнизонов в Гомельской области. Здесь размещался большой военный аэродром.

## Население

### Численность
- 2019 год — 1 941 жителей

### Динамика
- 2009 год — 2 370 жителей (перепись населения)
- 2019 год — 1 941 жителей (перепись населения)

## Инфраструктура
Расположены: Дом культуры (Дом офицеров), библиотека, почтовое отделение, магазины, общежитие, котельная, баня, парикмахерская, ясли-сад, средняя школа, детская школа искусств, 3 гаражных кооператива, служба газового хозяйства, газораспределительная станция, ремонт обуви.

## Культура
- Краеведческий музей в ГУО «Зябровская средняя школа»[2]. Размещены экспозиции: «История края в прошлом и настоящем», «Этнографический уголок», «История школы», «Прибытковский народный хор», «Зал боевой славы», «Нумизматика», музейный уголок, посвящённый героическому подвигу лётчика Оськина В. С. Проводятся экскурсии: «Бой на рассвете» (Леонид Мальцев), «Оккупационный режим на территории Прибытковского сельского Совета», «160 секунд героического подвига — ценою в жизнь».

## Достопримечательность
- Памятник лётчикам 290 отдельного дальне-разведывательного авиаполка, погибшим во время Великой Отечественной войны 1941-1945 гг. и в мирное время. Установлен в 1980 году.
- Бюст В.И. Ленина в центре поселка.